# Stenotarsus flavipes
Stenotarsus flavipes là một loài bọ cánh cứng trong họ Endomychidae. Loài này được Heller miêu tả khoa học năm 1916.